# Campeonato Asiático de Voleibol Masculino Sub-23
O Campeonato Asiático de Voleibol Masculino Sub-23 é uma competição organizada pela Confederação Asiática de Voleibol (AVC) que reúne as melhores seleções de voleibol da Ásia e da Oceania. A competição é reservada a jogadores com idade inferior a 23 anos. A sua primeira edição foi realizada em 2015 e teve como campeão a seleção iraniana.

## História
Devido à criação do Campeonato Mundial Sub-23, a Confederação Asiática de Voleibol viu-se na necessidade de reunir as melhores seleções da Ásia e da Oceania em uma competição continental para definir seus representantes na competição mundial da categoria. A primeira edição da competição ocorreu entre 12 e 20 de maio de 2015 em Nepiedó, Mianmar, e teve como campeã a seleção iraniana ao derrotar a Coreia do Sul na final; ambas equipes se classificaram para a competição mundial da categoria do mesmo ano. Na disputa pelo bronze, a tradicional China foi derrotada pela rival Taipé Chinesa.
Entre 1 e 9 de maio de 2017, em Ardabil, no Irã, onze seleções reuniram-se em busca do título e das duas vagas oferecidas para os asiáticos no Campeonato Mundial da categoria; a seleção das Filipinas inicialmente inscrita desistiu de participar, enquanto a Coreia do Sul não se interessou em participar. A seleção iraniana, mais uma vez, mostrou sua força nas categorias masculinas, conquistando sua segunda medalha de ouro ao derrotar, sem muitas dificuldades, os rivais japoneses. O bronze continuou nas mãos da seleção da Taipé Chinesa, que dessa vez derrotou os tailandeses.

## Quadro geral
| Ordem | País          | Medalha de ouro | Medalha de prata | Medalha de bronze | Total |
| ----- | ------------- | --------------- | ---------------- | ----------------- | ----- |
| 1     | Irã           | 2               | 0                | 0                 | 2     |
| 2     | Taipé Chinês  | 1               | 0                | 2                 | 3     |
| 3     | Japão         | 0               | 1                | 1                 | 2     |
| 4     | Coreia do Sul | 0               | 1                | 0                 | 1     |
| 4     | Índia         | 0               | 1                | 0                 | 1     |

## MVP por edição
- 2015 –  Fayazi Damnabi Purya
- 2017 –  Rahman Taghizadeh
- 2019 –  Chan Minhan